# 広開土太王
『広開土太王』（こうかいどたいおう）は、2011年6月8日から2012年4月29日まで放送された韓国KBSのテレビドラマ。全92回。4世紀から5世紀に実在し、領土を拡大した高句麗第19代王、広開土王（好太王）を主人公とした作品。

## あらすじ
高句麗王の第2王子として生まれたタムドク(後の広開土太王／イ・テゴン)は、権力争いから逃れるため王子としての生き方より将軍としての生き方を選ぶ。 高句麗への侵攻を止めない後燕の皇帝の慕容垂（ぼよう・すい／キム・ドンヒョン)と、皇太子の慕容宝（ぼよう・ほう／イム・ホ)。高句麗の国相のケ・ヨンス（チェ・ドンジュン）は後燕に密偵として潜伏している息子コ・ウン（キム・スンス）からの情報を頼りに戦略を出すが他の大臣から猛反対が…。戦場になった遼東城ではコ・ム大将軍（キム・ジンテ）、タムドクを始めとする高句麗軍と後燕軍の間に熾烈な戦いが繰り広げられる。

## 出演

### 主要人物
- 談徳（タムドク）／広開土王：イ・テゴン

高句麗の第2王子。タムマンの弟、タムジュの兄。幼い頃から戦場を駆け巡り、北方の死神将軍と呼ばれていた。逆境に強く、常に高句麗のために尽力する。その淀みのない人柄や信念が相手の心を動かすことが多い。一方で、感情に流され後先のことを考えない行動を取ろうとする一面もある。権力に興味はなかったが、兄タムマンの死を受けて太子になり、後に第19代高句麗王になる。
- 高雲（コ・ウン）／慕容雲（モヨン・ウン）：キム・スンス

ケ・ヨンスの息子。トヨンの兄。中山でスパイ活動をしている。謀反を起こした父ケ・ヨンスの命を奪った恨みと妹トヨンを捨てたという誤解、馮跋の策略により無二の親友だったタムドクを憎むようになる。後燕の地で慕容宝に仕えることを選び、策士として共に高句麗を追いつめる。コ・ムの弔問に行く前に慕容宝の養子に入り、皇子となる。後に初代北燕皇帝となる。
- 慕容宝（モヨン・ボ）：イム・ホ

後燕の皇太子。慕容熙の異母兄。様々な手段でタムドクの命を狙うが、その度に失敗している。自分を恐れなかったタムジュに興味を持ち、徐々に惹かれていく。高句麗の食べ物を用意したり、タムドクとヤギョンの婚姻を祝いに行く際は同行を許すなど、夫として気遣う場面もある。タムジュの言葉を反芻しながらも、タムドクへの敵対心を捨てるには至らない。後の第2代後燕皇帝。
- トヨン：オ・ジウン

ケ・ヨンスの娘。コ・ウンの妹。父ケ・ヨンスと想いを寄せるタムドクが敵対しているため葛藤する。後に太子となったタムドクの妻（太子妃）になるが、後燕と靺鞨の罠にはまって離れ離れになり、更に再会する前に父ケ・ヨンスが謀反を起こしたため、逆賊の娘となった自分はタムドクの障害になると危惧し、密かに高句麗を去る。その後はアシンの厚意で関彌城、慰礼城に身を寄せる。
- ヤギョン：イ・イネ

コ・ムの末娘。コ・ジンとコ・チャンの妹。実子ではなく養女で、亡くなったチン・ゴレという将師の娘だった。辺境で育ち、遼東周辺の地理を理解している。タムドクに密かに想いを寄せる。行き倒れたトヨンを匿い、身分回復に努めようとするが、彼女が去るとその意図を汲み、タムドクに新たな王妃を選ぶよう進言した。タムドク自らの指名で、トヨンに代わり高句麗王妃になる。
- タムジュ：チョ・アン

高句麗の王女。タムドクとタムマンの妹。後に高句麗と後燕の婚姻同盟により、慕容宝の妻になる。嫁ぎに行く道中で見た、後燕との戦に巻き込まれて命を落とした民の姿を胸に刻み、王女として成長。兄タムドクが皇帝暗殺未遂の嫌疑をかけられた際は一人奮闘し、見事に無実を証明した。
- ソル・ジ：キム・ジョンファ

靺鞨族の女戦士。ソル・ドアンの妹。当初は敵視していたタムドクの人柄に感銘を受け、タムドクを陥れようとする兄ソル・ドアンの卑劣な手段に反発し、部族を後にした。ケ・ヨンスの起こした謀反に対抗するタムドクに協力し、タムドクの即位後は、サガル・ヒョンを補佐する護衛武士になる。タムドクに靺鞨族にも祝賀使臣を要請するよう頼み、高句麗と靺鞨族を繋ぐ架け橋になった。

### 高句麗
- 伊速（イリョン）／故国壌（コグギャン）王：ソン・ヨンテ

第18代高句麗王。タムドクとタムマン、タムジュの父。イヨンの兄。政務で判断に困った時は国相であるケ・ヨンスか、叔父であり大将軍のコ・ムに助言を求める。ケ・ヨンスが謀反を起こした際は、ファン・フェの助けを受けてコヤと共に王宮内の詞堂に身を隠すが、タムドクが大逆罪人として処刑されることを聞いて姿を現し、玉璽を渡してまでタムドクを救おうとした。タムドクに譲位した後、療養先で亡くなる。
- コヤ：イ・ボヒ

高句麗の王妃。タムドクとタムマン、タムジュの母。息子娘たちのことで胸を痛めることが多く、心労が絶えない。タムマンを失い、タムジュが敵国に嫁いでしまったため、タムドクをどんな犠牲を払っても守ろうとイリョンを説得する。ピバルが放った矢からタムドクを庇い、息を引き取る。
- タムマン：チョン・テウ

高句麗の第1王子。タムドクとタムジュの兄。タムドクとは反対に大人しい性格だが、兄弟仲は非常に良好。王宮内で堅実に仕事をしていたため、ケ・ヨンス一派も含めた臣下たちからの信頼も厚い。町にタムドクを太子にするべきという張り紙が貼られたのを機に、貼り出した張本人であるカ・ラジに唆され、タムドクに対して辛く当たるようになる。遂にはカ・ラジのタムドク暗殺計画に手を貸すが、実は全てタムドクにとって障害になる勢力を洗い出すための計略だった。追ってきたタムドクの目の前で、身代わりになる形で亡くなる。タムドクが王の素質を持っていることをいち早く見抜き、命を投げ出して道を切り開いた。
- ケ・ヨンス：チェ・ドンジュン

高句麗の国相にして権力者。消奴部の首長。コ・ウンとトヨンの父。タムドクが生死不明になった際、犯人が馮跋であることを突き止めながらも公にせず、それを材料に賠償金を支払わせる約束を取り付けたことを機にタムドクと対立。後に謀反を起こし、タムドクに斬られる。
- 高武（コ・ム）：キム・ジンテ

高句麗の大将軍→宗親府議長兼王師。コ・ジンとコ・チャン、ヤギョンの父。故国原（コググォン）王の弟のため、タムドクとタムマン、タムジュから見て大叔父に当たる。タムドクの師でもあり、時には厳しく接する場面もある。ケ・ヨンスが謀反を起こした際は、扶余城から国内城に駆けつけるが、息子2人を人質に取られる。それでも攻撃を続けたために、コ・ジンを失ってしまう。タムドクの即位後は大将軍の任を解かれ、重荷を降ろさせてくれたことに感謝した。後燕と碑麗の連合軍が遼東城を攻撃した際は、将師として戦う。コ・チャンを人質に城外に誘き出され、慕容垂との一騎打ちを生き残るものの、直後に持病の心臓病で亡くなる。
- カ・ラジ：オ・ウッチョル

高句麗の大臣。
- ヨ・ソイ：イム・ビョンギ

高句麗の大幢主。
- ヨン・ドブ：パン・ソクチン

高句麗の謁奢。ヨン・サルタの父。
- モ・ス：チャ・ギファン

高句麗の大臣。ケ・ヨンスに忠実。
- ケピル：ソン・ドンヒョク

高句麗の太大兄→国相。
- コ・チャン：ナム・ソンジン

高句麗の将師→中裏位頭大兄。コ・ムの次男。コ・ジンの弟、ヤギョンの兄。
- 伊瑛（イヨン）：チェ・サンフン

高句麗の大使者→太大使者。イリョンの弟。
- コ・ジン：イ・ウソク

太学の博士。コ・ムの長男。コ・チャンとヤギョンの兄。
- ケソン：イ・ギヨル

タムドク即位後の鬱折。
- モ・ドゥヨン：イ・ウォンバル

高句麗の将師→左将軍。モ・ドゥルの兄。
- 牟頭婁（モ・ドゥル）：イム・デホ

高句麗の将師→中央軍の大将。モ・ドゥヨンの弟。
- ヨン・サルタ：ホン・ギョンイン

中央軍の副将→天軍の大将。ヨン・ドブの息子。タムドクに代わり危険な任務に名乗りを上げるなど、タムドクに忠誠を尽くす。後燕でタムドクが皇帝暗殺未遂の嫌疑をかけられた際、靺鞨族にはめられてトヨンが行方不明になる原因を作ってしまう。その矢先、ケ・ヨンスが起こした謀反に父ヨン・ドブも加担していたため、王宮から距離を置いていたが、昇進したことを聞き、タムドクに説得されて復帰した。
- カル・サム：カン・シンジョ

中央軍の副将→中央軍の首席副将。
- ト・グァン：パク・スンホ

中央軍の副将。
- ヘ・モウォル：キム・ヨンギ

安市城の城主→高句麗の大幢主。消奴部の一員。
- ファン・フェ：キム・ミョンス

天軍の大将→右将軍。
- トルビス：キム・ジョンヒョン
- ヨ・ソッケ：パン・ヒョンジュ

天軍の副将→天軍の首席副将。
- サガル・ヒョン：キム・チョルギ

天軍の副将→護衛大将。故国原王に仕えたサガル・ウン将軍の息子。父サガル・ウンが大逆罪で処刑されたと吹き込まれ、高句麗王室を憎んでいた。ケ・ヨンスの命令でタムドクの命を狙っていたが、タムドクから真実を告げられる。百済との戦に向かうコ・ムに同行した後、タムドクの太子としての責務を共に背負わせてほしいと忠誠を誓う。本名を明かす前はソロクと名乗っていた。
- タンビ：チョン・ウンミ

ヤギョンの護衛武士→ソル・ジの部下。
- ハ・ムジ：ユン・スンウォン

高句麗の軍師。本名はヨ・ジン。
- チョンミョン：ユ・テスル

ハ・ムジの部下。
- ウォンボン：パク・ユスン

コ・ウンの部下。
- コンニム：イ・ジョンフ

トヨンの侍女。

### 後燕
- 慕容垂（モヨン・ス）：キム・ドンヒョン

初代後燕皇帝。慕容宝と慕容熙の父。民から慕われている。何度も失態を犯す慕容宝に呆れながらも、見捨てることはしない。プヨ・ホンが後燕に使臣として来た時の対応を慕容熙に任せたりなど、太子である慕容宝だけでなく、慕容熙にも目を向けている。何度も高句麗を侵略してきたが、タムドクの功績を聞いた際は素直に評価し、タムジュを連れて後燕に来たタムドクの堂々とした態度を気に入るといった一面もある。タムドクからは、意外に気さくな人だと言われたことも。
- 慕容熙（モヨン・ヒ）：チョ・インピョ

後燕の第7皇子。慕容宝の異母弟。兄の慕容宝や馮跋と度々対立する。後の第4代後燕皇帝。
- 馮跋（プン・バル）：チョン・ホグン

後燕の策士。慕容宝と共にタムドクの命を狙っており、策を巡らせる。後に第2代北燕皇帝となる。

### 靺鞨
- ソル・ドアン：キム・ギュチョル

靺鞨族の族長→大族長。ソル・ジの兄。
- パンチョ：キム・ジュヨン

靺鞨族の策士。
- ポウン：アン・ホンジン

靺鞨族の将師。

### 百済
- 阿莘（アシン）／阿莘王：パク・ジョンチョル

枕流（チムニュ）王の息子。プヨ・ホンの兄。辰斯王とチン・ムの甥。関彌城の城主。策士でもあり、最初の高句麗との戦の際は偽の書信を渡すことに成功している。後燕で靺鞨族の追っ手に追われていたトヨンを保護し、しばらく面倒を見る。一度は送り出したが、百済に行こうとしていた彼女と再会した時は、迷わず力になることを選び、関彌城に滞在することを勧めるなど、トヨンに特別な感情を抱いている様子。捕虜送還問題を機に、タムドクを敵視する。後の第17代百済王。
- 辰斯（チンサ）王：パク・サンギュ

第16代百済王。枕流王の弟、アシンとプヨ・ホンの叔父。
- 扶余洪（プヨ・ホン）：チョン・ジェゴン

アシンの弟、辰斯王の甥。アシン即位後は軍師となる。
- 真武（チン・ム）：チョン・ウィガプ

百済の将師→左将軍→大将軍。枕流王の王妃の弟、アシンの叔父。

### 碑麗（契丹）
- タダル：チェ・イルファ

契丹の大族長。パダルの兄。
- パタル：チョン・ヒテ

タダルの弟。兄タダルの死後、大族長になり、碑麗を建国する。
- クルチン：キム・ギョンリョン

碑麗（契丹）の将師。アリの兄。
- アリ：イ・ジヒョン

碑麗（契丹）の女戦士。クルチンの妹。

### 新羅
- 実聖（シルソン）：チョ・ジェワン

新羅の王族。使臣として度々高句麗を訪れる。タムドクとヤギョンの婚礼を祝いに来た際、三足杯を受け取り、三国共栄を誓った。以降は新羅の信義を代弁する存在として高句麗に残り、タムドクを補佐する。後の第18代新羅王。